# Königlicher Palast (Phnom Penh)

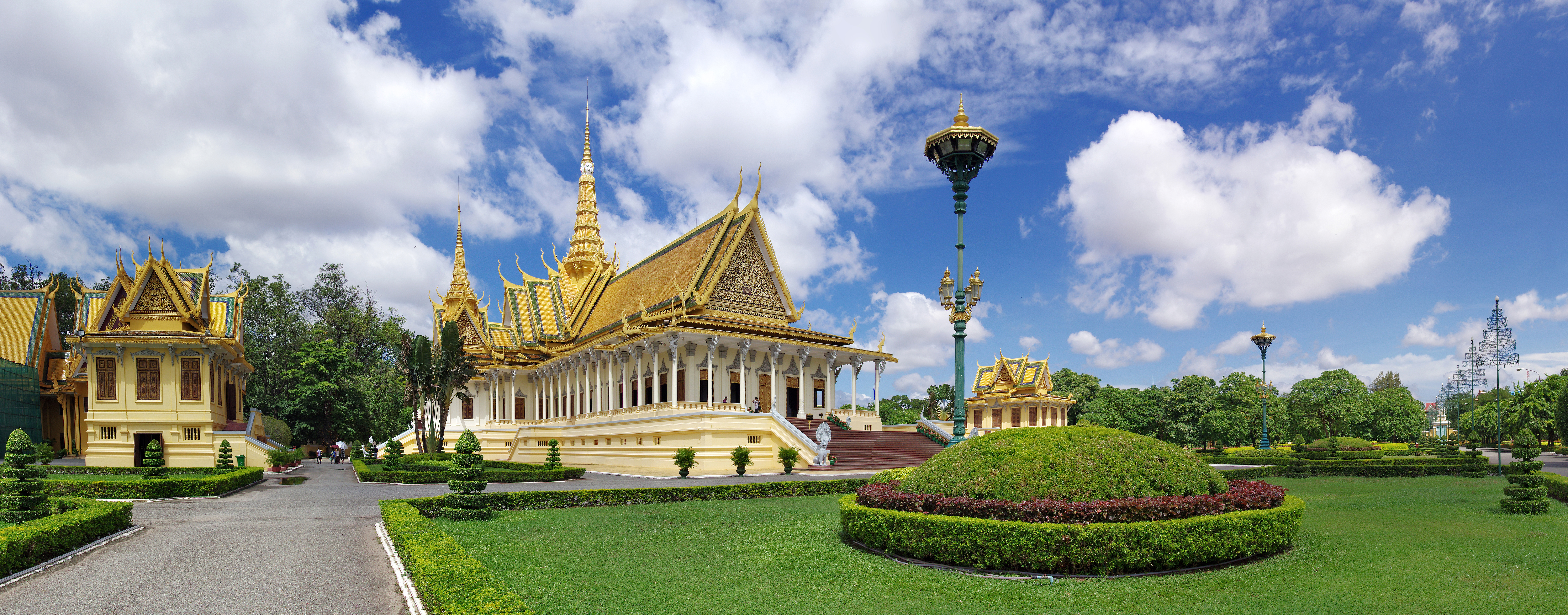
Die Thronhalle (Mitte) ist das Zentrum des Komplexes

Der Königliche Palast von Kambodscha (Khmer: ព្រះបរមរាជវាំង) ist ein Gebäudekomplex in Phnom Penh, der als offizielle Residenz des Königs von Kambodscha dient. Sein vollständiger Name in Khmer ist Preah Barom Reacheaveang Chaktomuk Serey Mongkol (Khmer: ព្រះបរមរាជវាំងចតុមុខសិរីមង្គល).  Der Palastkomplex befindet sich im Westen der Stadt am Zusammenfluss des Tonle Sap mit dem Mekong, genannt Chaktomuk (eine Anspielung auf Brahma). Die kambodschanischen Monarchen haben den Palast seit seiner Errichtung in den 1860er Jahren bewohnt, mit einer Periode der Abwesenheit während der Republik Khmer, des Demokratischen Kampuchea und der Volksrepublik Kampuchea zwischen 1970 und 1993.

## Geschichte

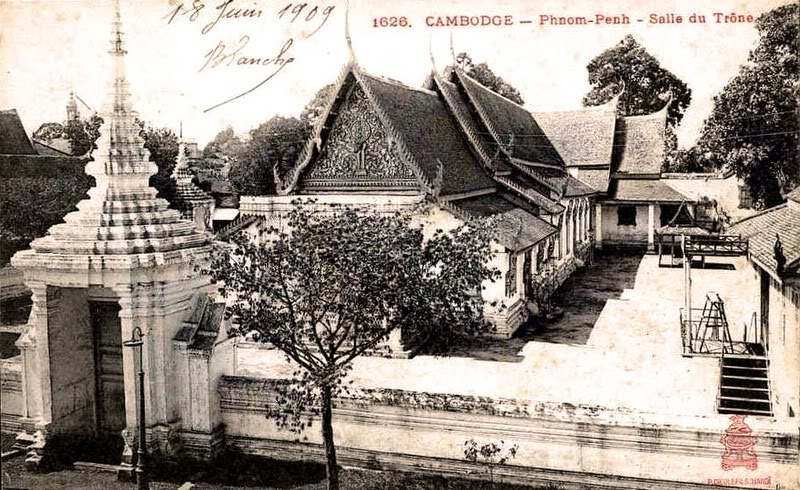
Die alte Thronhalle auf einer Postkarte von 1910

Der Bau des Königspalastes in Phnom Penh ist ein vergleichsweise junges Ereignis in der Geschichte der Khmer und Kambodschas. Der Sitz der Khmer-Könige befand sich von 802 n. Chr. bis zum frühen 15. Jahrhundert in oder bei Angkor nördlich des Tonle-Sap-Sees. Nachdem der Khmer-Hof im 15. Jahrhundert aus Angkor abgezogen war, ließ er sich zunächst kurzzeitig in Phnom Penh nieder. Danach fungierten allerdings wieder verschiedene andere Städte als Königssitz. Die Hauptstadt kehrte erst im 19. Jahrhundert nach Phnom Penh zurück, aber es gibt keine Aufzeichnungen oder Überreste eines Königspalastes in Phnom Penh aus der Zeit vor dem 19. Jahrhundert. Im Jahr 1813 errichtete König Ang Chan (1796–1834) die Stätte Banteay Kev (die „Kristallzitadelle“) an der Stelle, an der heute der Königspalast steht. Nach Ang Chan Regierungszeit befand sich die Hauptstadt in Udong, etwa 40 Kilometer nordwestlich, bis 1866 sein Neffe, König Norodom I., nach Phnom Penh zurückkehrte.
Der Palast wurde 1865 fertiggestellt und bei der Errichtung zeigten sich sowohl südostasiatische als auch europäische architektonische Einflüsse. Kurz vor der Einweihung des Palastes wurde Kambodscha ein Protektorat Frankreichs, was auch durch den Napoleon-Pavillon zum Ausdruck kommt, der 1876 als ein Geschenk von Frankreich gebaut wurde. Die Thronhalle wurde 1917 eingeweiht und spätere Krönungszeremonien der kambodschanischen Monarchen fanden hier statt. Verschiedene Monarchen haben den Komplex immer wieder umgestaltet, sodass die meisten der heutigen Gebäude nicht mehr aus dem 19. Jahrhundert stammen. Seit der Wiedererrichtung der Monarchie 1993 ist der Palast heute wieder der Sitz der kambodschanischen Könige.

## Gebäude
Die wichtigsten Elemente des öffentlichen östlichen Hofes des modernen Palastes sind:
- Der Thronsaal, in dem sich die drei wichtigsten Königsthrone befinden und in dem die Könige gekrönt und ausländische Botschafter empfangen werden
- Der Napoleon-Pavillon, der als Empfangssaal genutzt wurde und der heute ein Museum ist
- Der Phochani-Pavillon, ein Festsaal
- der Chan Chhaya oder Mondscheinpavillon im nordöstlichen Teil der Mauer, der für Staatsbankette und Tanzaufführungen genutzt wird
- Der Damnak Chan hinter dem Napoleon-Pavillon, ein Verwaltungsgebäude.

Der westliche Hof ist nach wie vor privat und nicht für Touristen zugänglich. Er beherbergt den privaten Wohnsitz des Königs, den Khemarin-Palast, sowie die Villa Kantha Bopha, in der ausländische Staatsgäste untergebracht werden. Im Süden des Komplexes befindet sich die bedeutende Silberpagode und buddhistische Stupas. Teil des Komplexes sind auch noch weitere weniger bedeutende Gebäude und Gartenanlagen. Die Gebäude sind aufwändig dekoriert und verziert und weisen westliche, thailändische und traditionell kambodschanische Architekturmerkmale auf. Beim Bau wurden große Mengen an Gold verwendet.
Der Palast war schon immer eine beliebte Touristenattraktion in Phnom Penh. Die Besucher können die Silberpagode und die zentrale Anlage mit dem Thronsaal und dem Mondscheinpavillon besichtigen. Der Wohnbereich des Königs, der die Hälfte des gesamten Palastgeländes einnimmt und den Khemarin-Palast, die Villa Kantha Bopha, die königlichen Gärten und eine Reihe weiterer Gebäude und Pavillons umfasst, ist für die Öffentlichkeit nicht zugänglich.

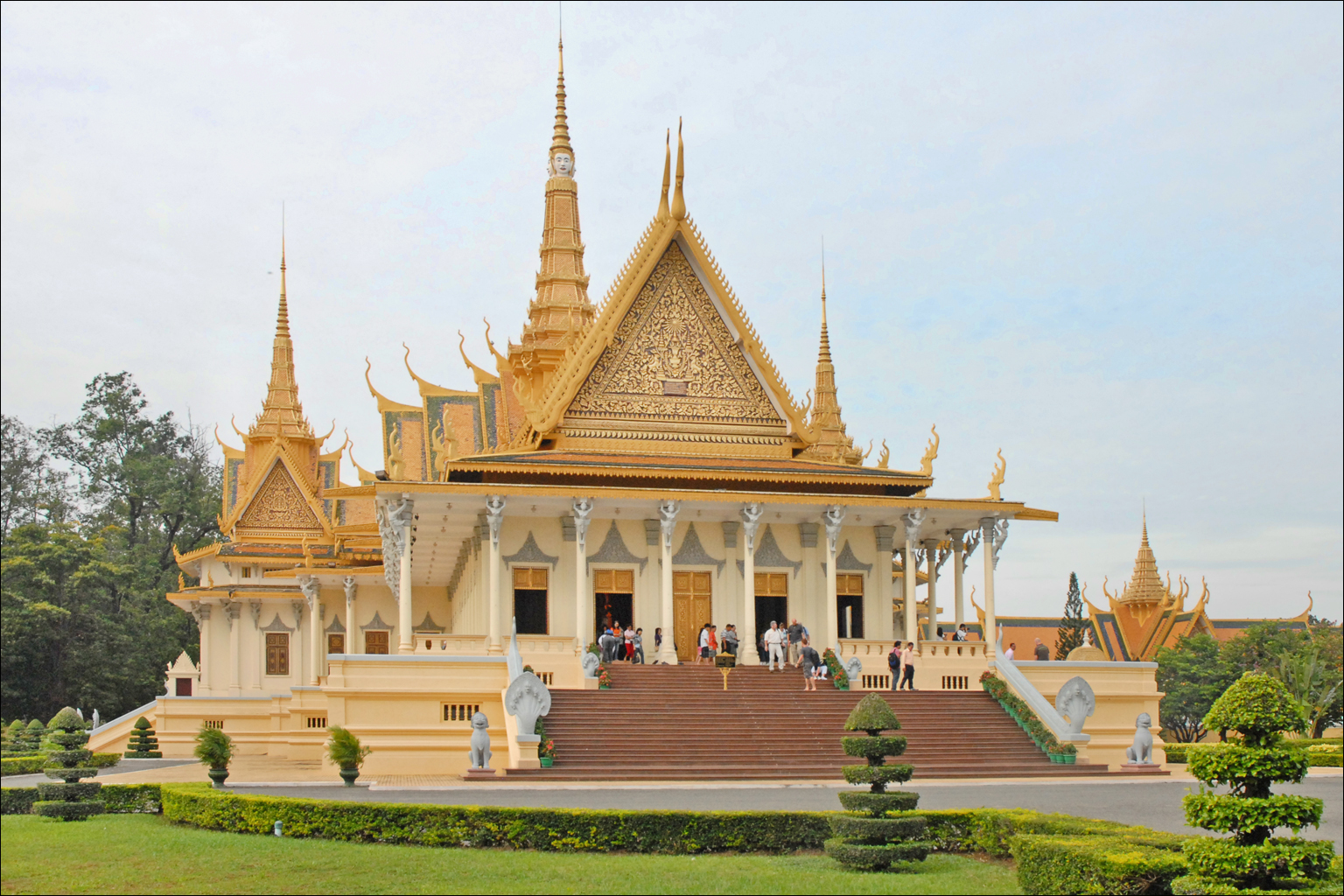
Thronhalle außen
Thronhalle innen
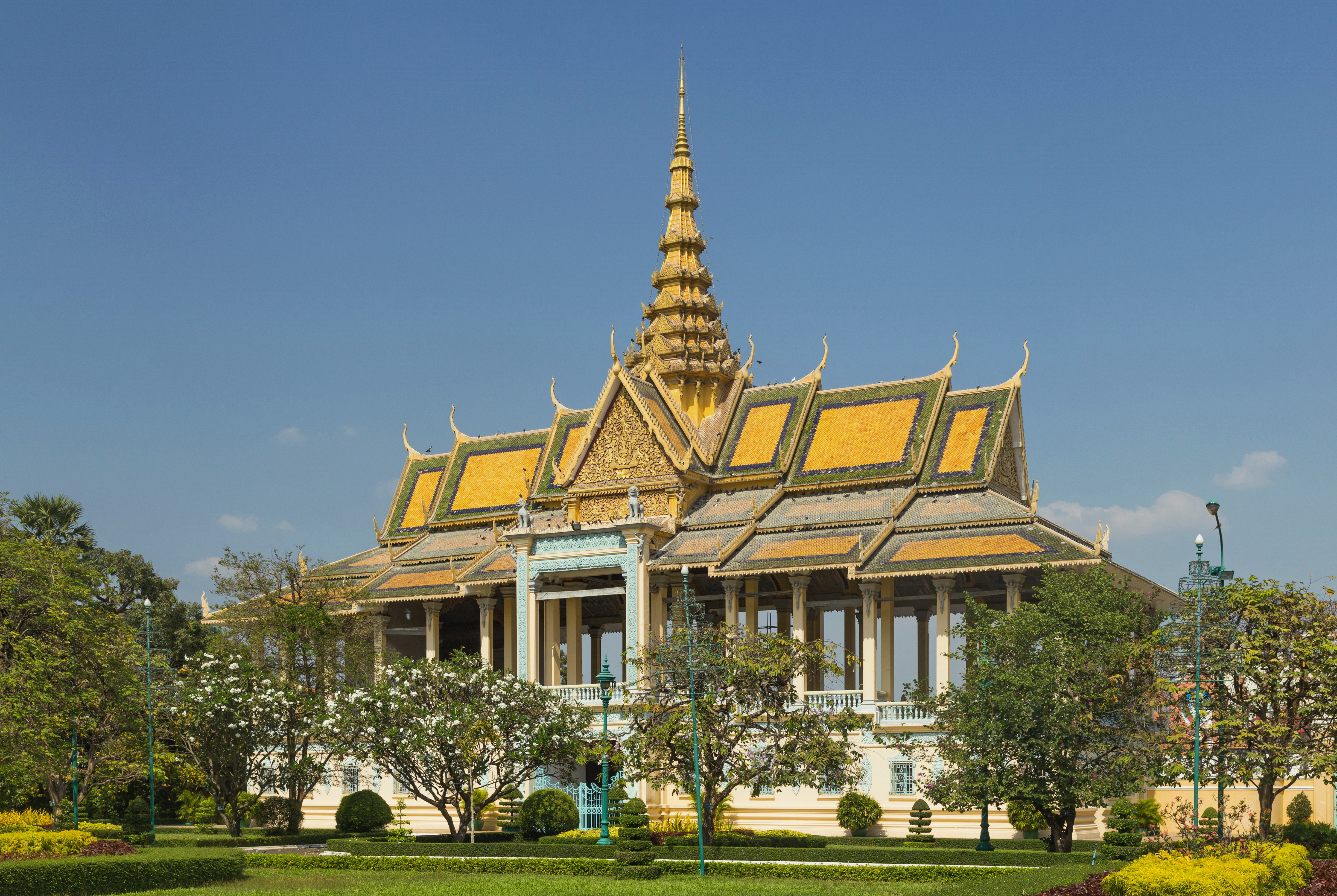
Mondscheinpavillon
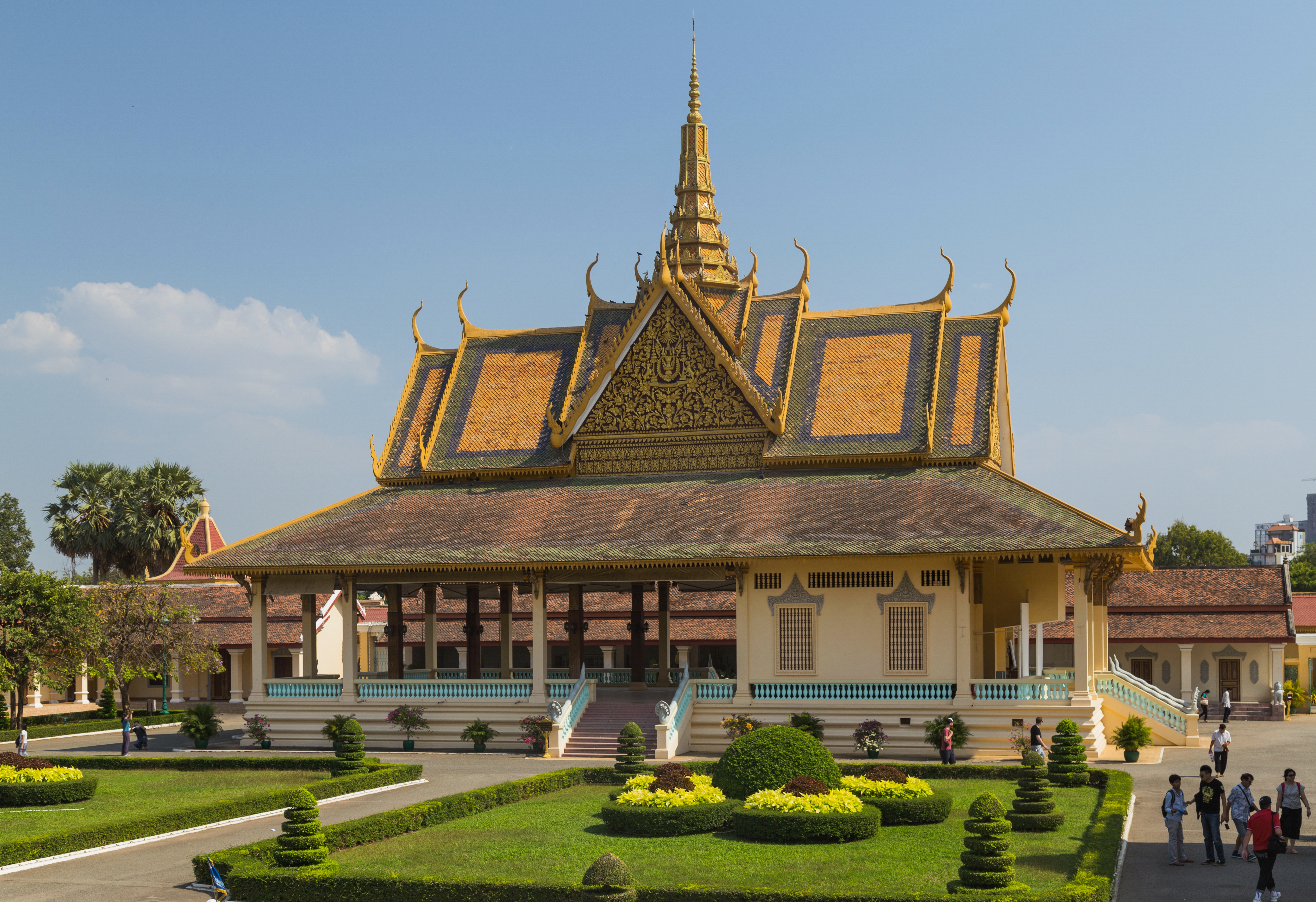
Phochani-Pavillon
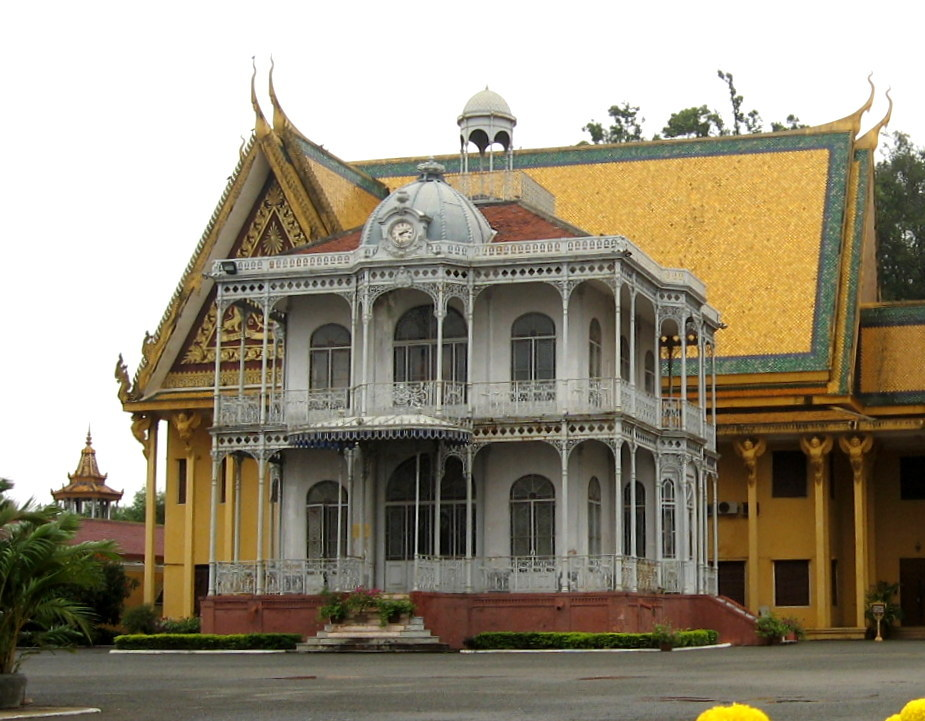
Napoleon-Pavillon
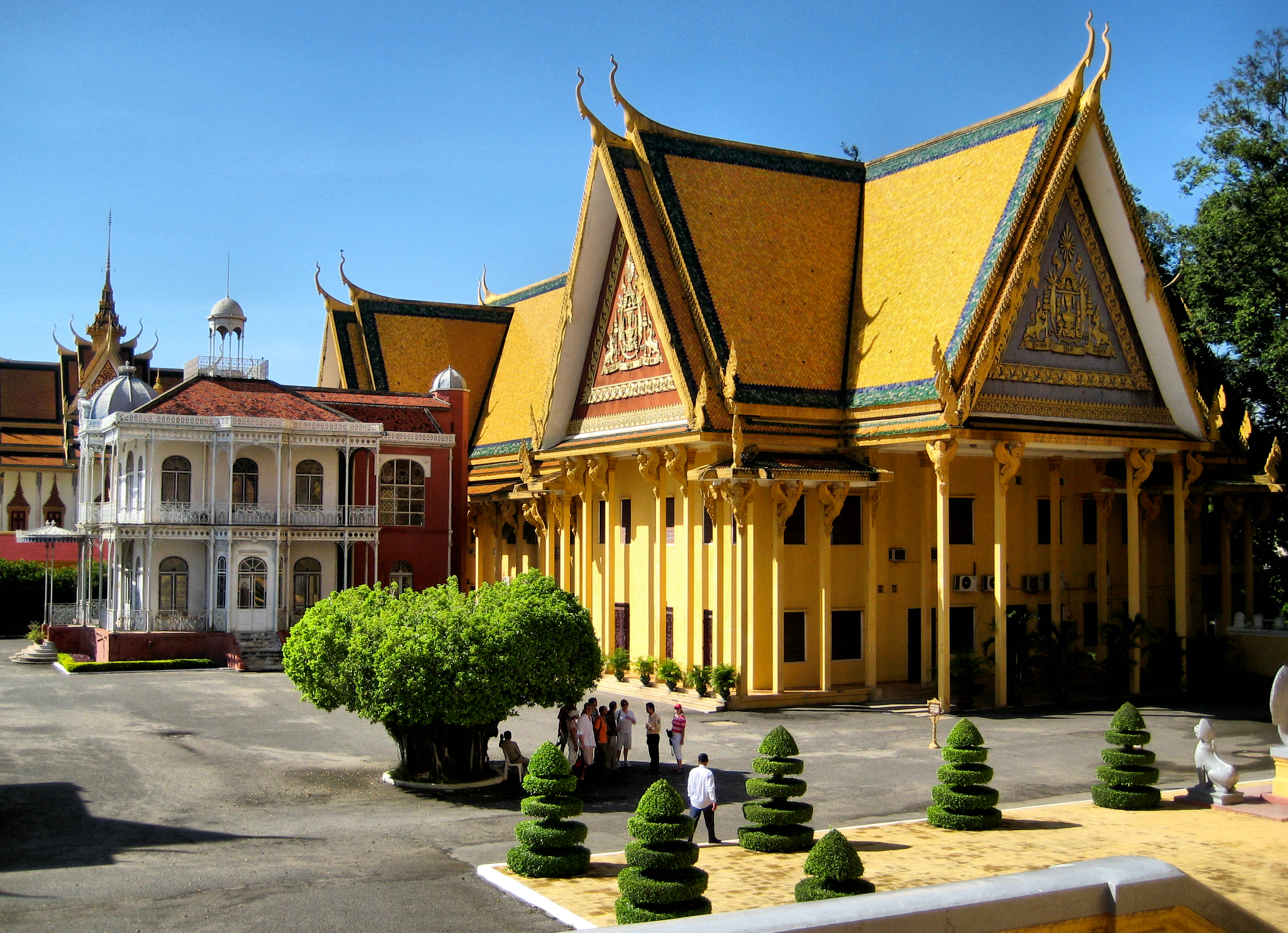
Verwaltungsgebäude
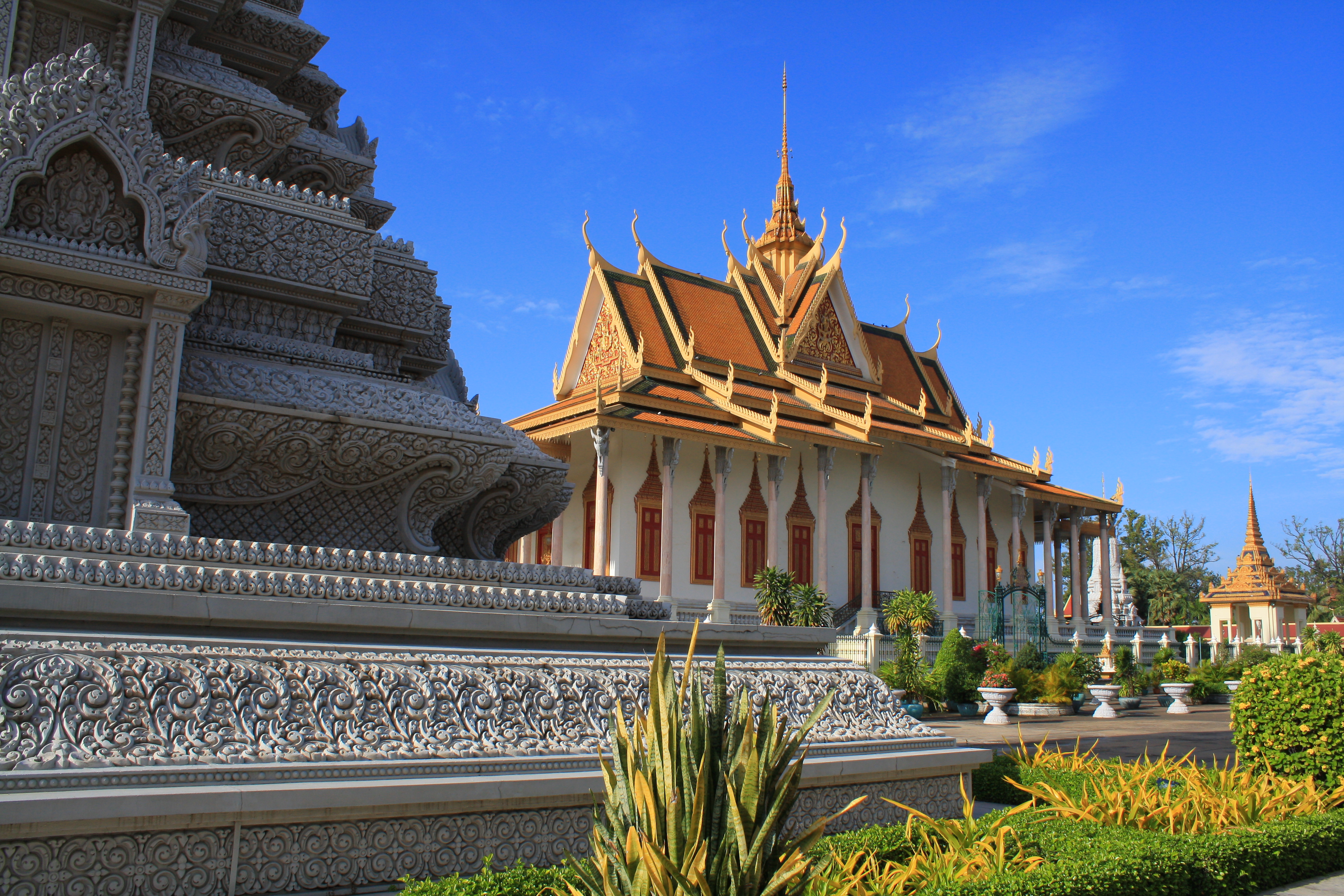
Silberpagode
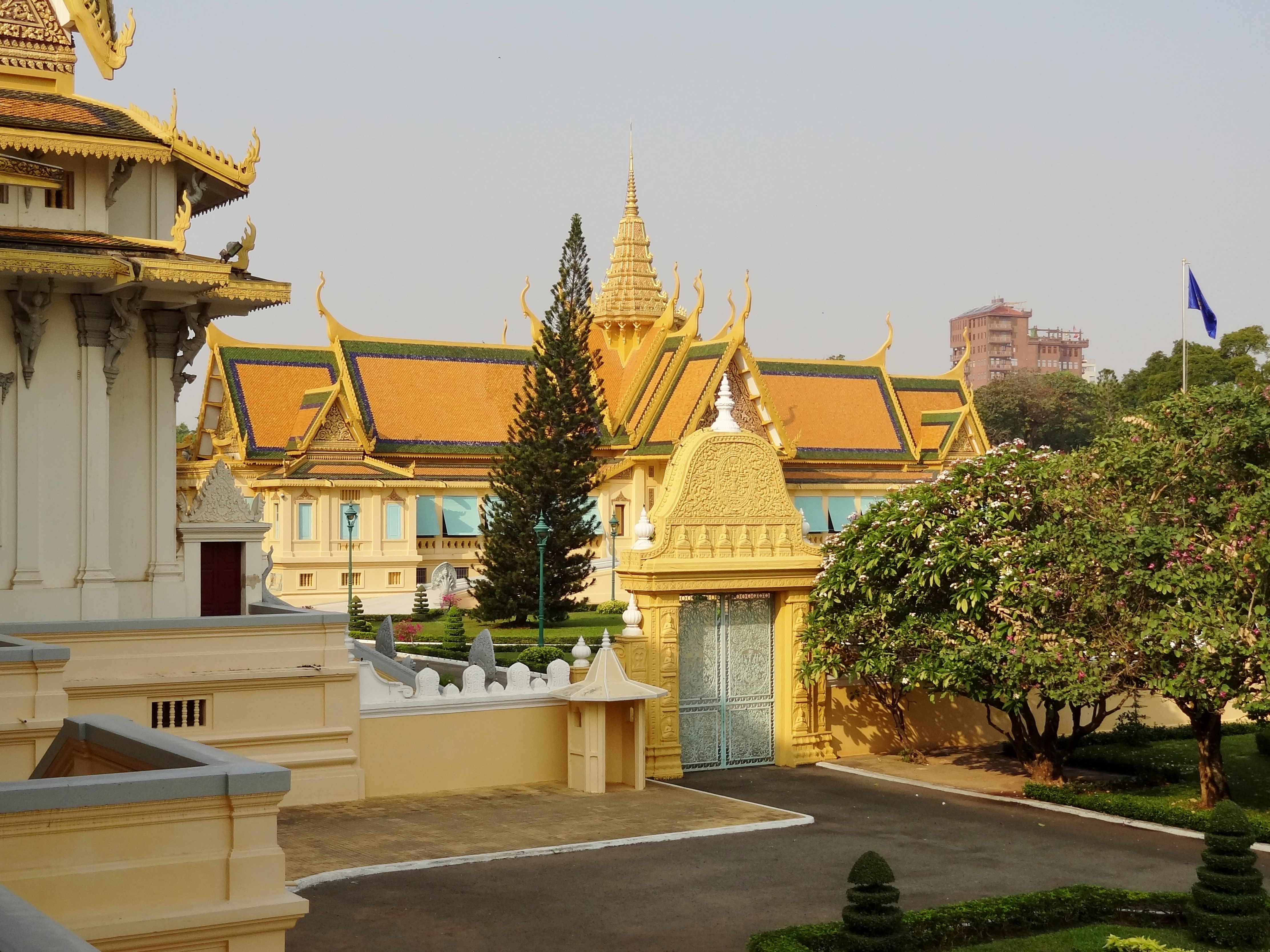
Khemarin-Palast
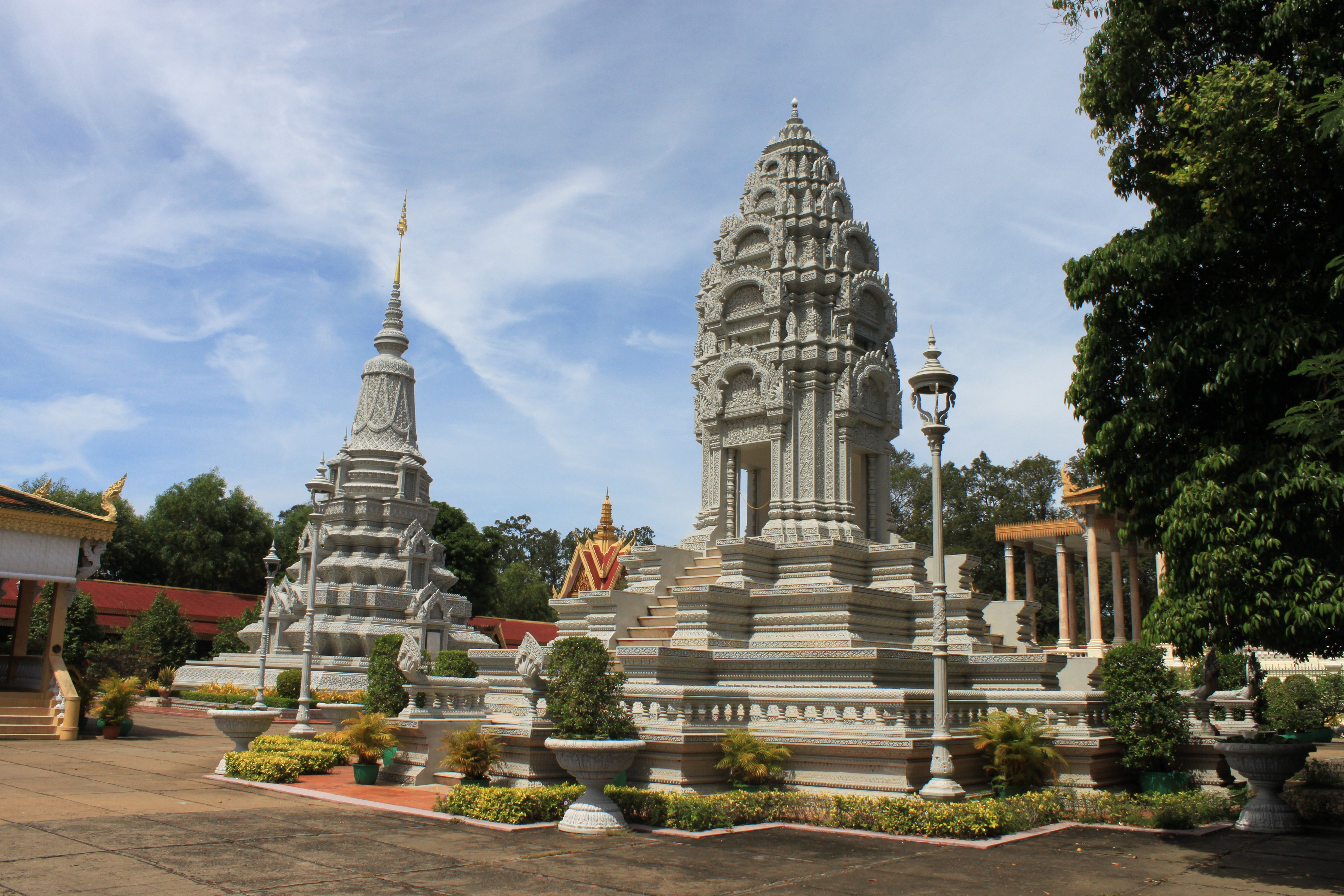
Königliche Stupen
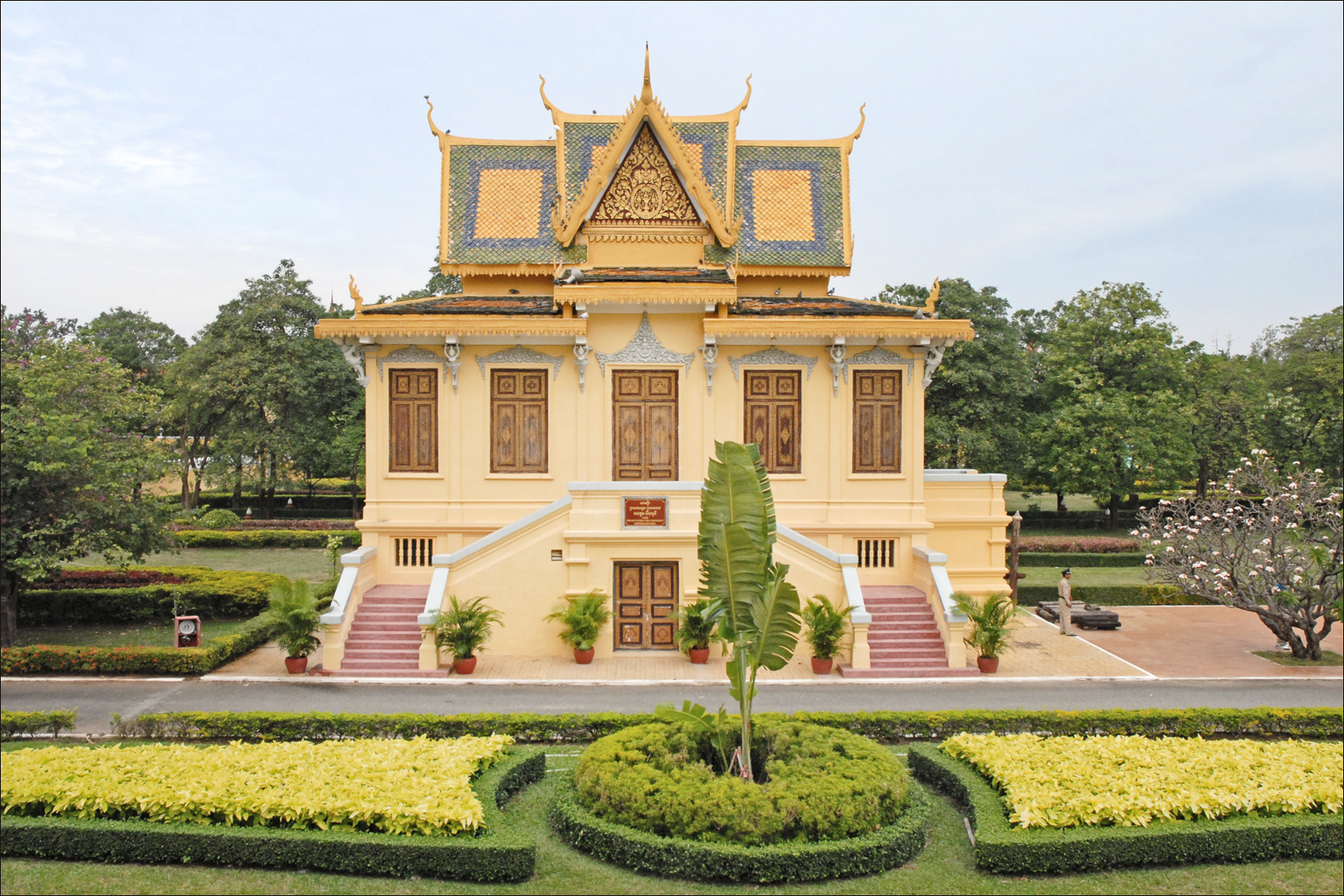
Hor Samran Phirun